# Parablennius postoculomaculatus
El blénido falso de Tasmania (Parablennius postoculomaculatus) es una especie de pez blénido tropical. Se localiza en el Océano Índico, cerca de las costas de Australia Occidental.